# إيناس مصطفى
إيناس مصطفى (مواليد 1 يناير 1989) هي لاعبة مصارعة رومانية مصرية، مثّلت مصر في أولمبياد ريو دي جانيرو 2016 وحلت في المركز الخامس بعد خسارتها في نصف النهائي أمام الروسية نتاليا فوروبيفا والتي حصلت على الفضية.

## روابط خارجية
- إيناس مصطفى على موقع قاعدة بيانات المصارعة الدولية (الإنجليزية)
- إيناس مصطفى على موقع اللجنة الأولمبية الدولية (الإنجليزية)
- إيناس مصطفى على موقع أوليمبيديا (الإنجليزية)